# Спасо-Пробоинская церковь
Спасо-Пробоинская церковь — православный храм в историческом центре Ярославля, посвящённый чудотворному образу Спаса Нерукотворного. С 2009 года приписана к Спасо-Афанасиевскому монастырю.

## История
В марте 1612 года в Ярославле собрались ополчения для освобождения Москвы от поляков. От большого скопления войск в городе начала распространяться моровая язва, и ярославцы решили совершить крестный ход с образом Толгской Богоматери. Соборный протоиерей Илья, которому накануне было видение, взял в этот ход Нерукотворный образ Спасителя, находившийся до этого в часовне при церкви Афанасия и Кирилла. 24 мая во время крестного хода свершились два чуда: прозрел слепец, сидевший у церкви Илии Пророка, а при возвращении хода к Успенскому собору люди, нёсшие образ Спасителя, напротив часовни Афанасия и Кирилла почувствовали, что не могут дальше идти и образ следует поставить обратно в часовню. Ярославцы решили во славу сего чудотворного образа построить рядом особый храм, и уже на следующий день деревянная церковь была построена и освящена ростовским митрополитом Кириллом IV. Язва в городе прекратилась.
Как и другие церкви, построенные за один день, Спасскую называли «обыденской». А в связи с тем, что на протяжении всей своей истории она была бесприходской и содержалась на подаяния горожан и ругу из городской казны, её также именовали «ружной». Для отличия от находившейся поблизости другой Спасской церкви храм стали называть Спасо-Пробоинским, по нахождению на Пробойной улице.
Через 2 года храм сгорел, но образ Спасителя сохранился неповреждённым. Ярославцы воздвигли новый храм, но и он сгорел в большом пожаре 1658 года. Третий деревянный храм сгорел в 1683 году, икона снова уцелела.
В 1696—1705 годах на пожертвования горожан была возведена каменная холодная церковь с 28-метровой шатровой колокольней над входом. Храм и главы покрыли белым листовым железом. В алтаре обустроили придел во имя апостола Андрея Первозванного, в трапезной — тёплый придел во имя преподобных Павла Фивейского и Иоанна Кущника. В 1741 году весь храм внутри, кроме трапезной, расписали фресками. Рядом с храмом возвели двухэтажный каменный дом для церковнослужителей.
В 1833 году шатровую колокольню разобрали и на её месте возвели новую трёхъярусную, в стиле классицизма, по проекту архитектора Петра Панькова. Трапезную перестроили, сделав полностью тёплой. В 1873 храм объединили с трапезной в одну тёплую церковь.
В 1909—1911 годах на средства И. А. Вахромеева по проекту архитектора А. А. Никифорова к трапезной части с южной стороны пристроили ещё один придел, во имя преподобных Серафима Саровского и Александра Ошевенского.
В 1918 году храм получил сильные повреждения в результате артиллерийского обстрела Ярославля коммунистами. В 1929 году они закрыли и разграбили церковь, вскоре разобрали колокольню. В храме разместили производственные мастерские. Чудотворный образ Нерукотворенного Спаса переместили в Ярославские реставрационные мастерские, где он был идентифицирован и описан художником-реставратором Н. И. Брягиным, после чего почти на 90 лет безвестно канул в музейных хранилищах. Внутри храма были сделаны перестройки и перегородки, росписи закрашены краской, от былого величия ничего не осталось.

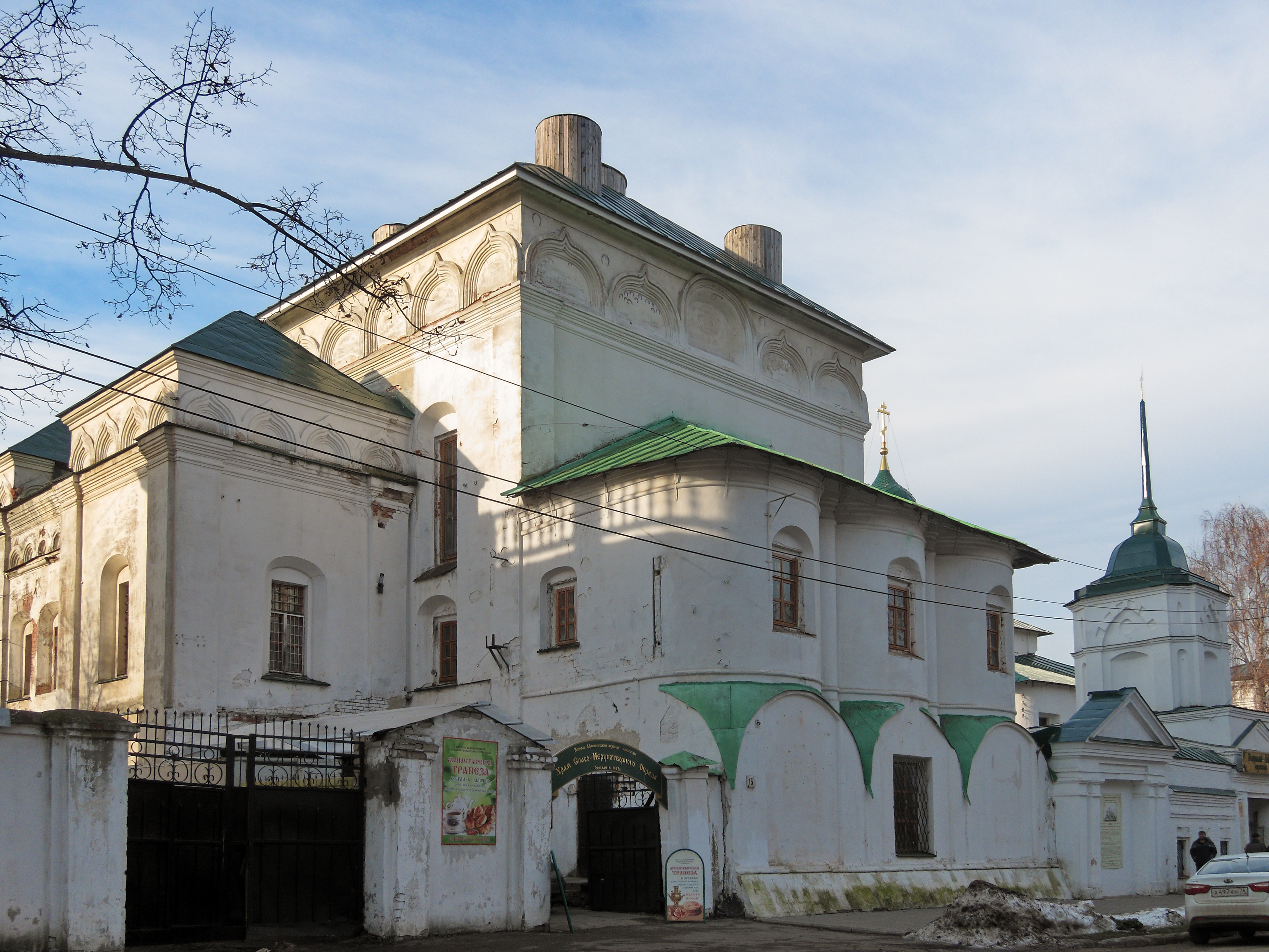
Вид храма до реставрации

## Современное состояние
В мае 2007 года храм передали Ярославской епархии, которая приписала его к семинарии. К тому времени он находился в ужасающем состоянии: окна и двери были выбиты, всюду громоздились груды мусора. Под руководством администрации семинарии в храме были проведены восстановительные работы.
В 2009 году был воссоздан Кирилло-Афанасиевский мужской монастырь, в состав которого включили и Спасо-Пробоинскую церковь. В 2012—2014 годах силами потомков рода Вахромеевых — протоиерея Георгия и его сыновей — в храме был воссоздан иконостас придела преподобного Серафима Саровского. В 2017 году началась реставрация храма: воссозданы ранее утраченные купола, проведены работы по гидроизоляции и укреплению фундамента, капитальный ремонт и вычинка внешних стен, в 2019-м восстановлена колокольня.
2 апреля 2021 года состоялось торжественное возвращение образа Спаса Нерукотворного из Ярославского художественного музея.

Вид храма после реставрации
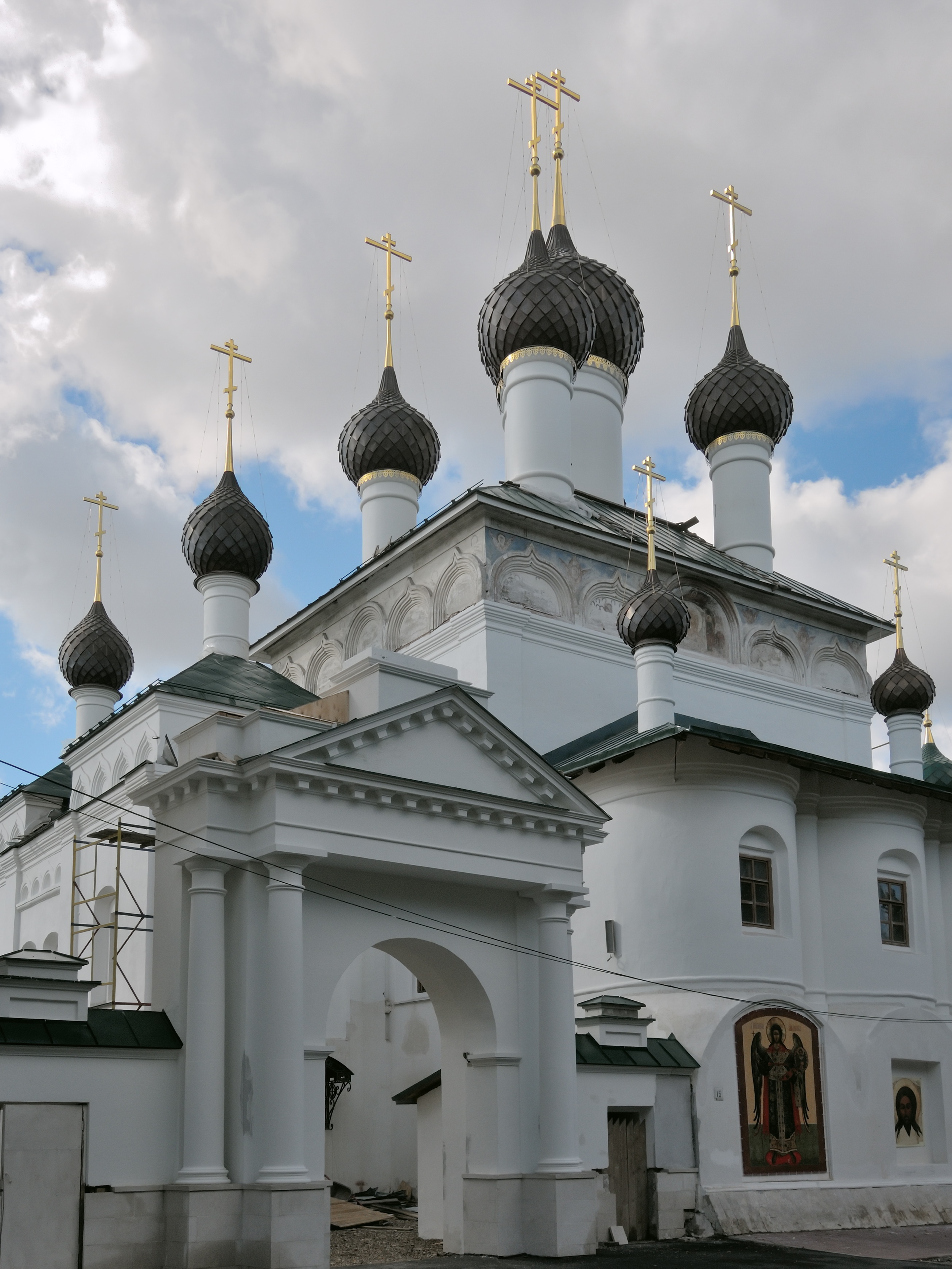
Вид с востока
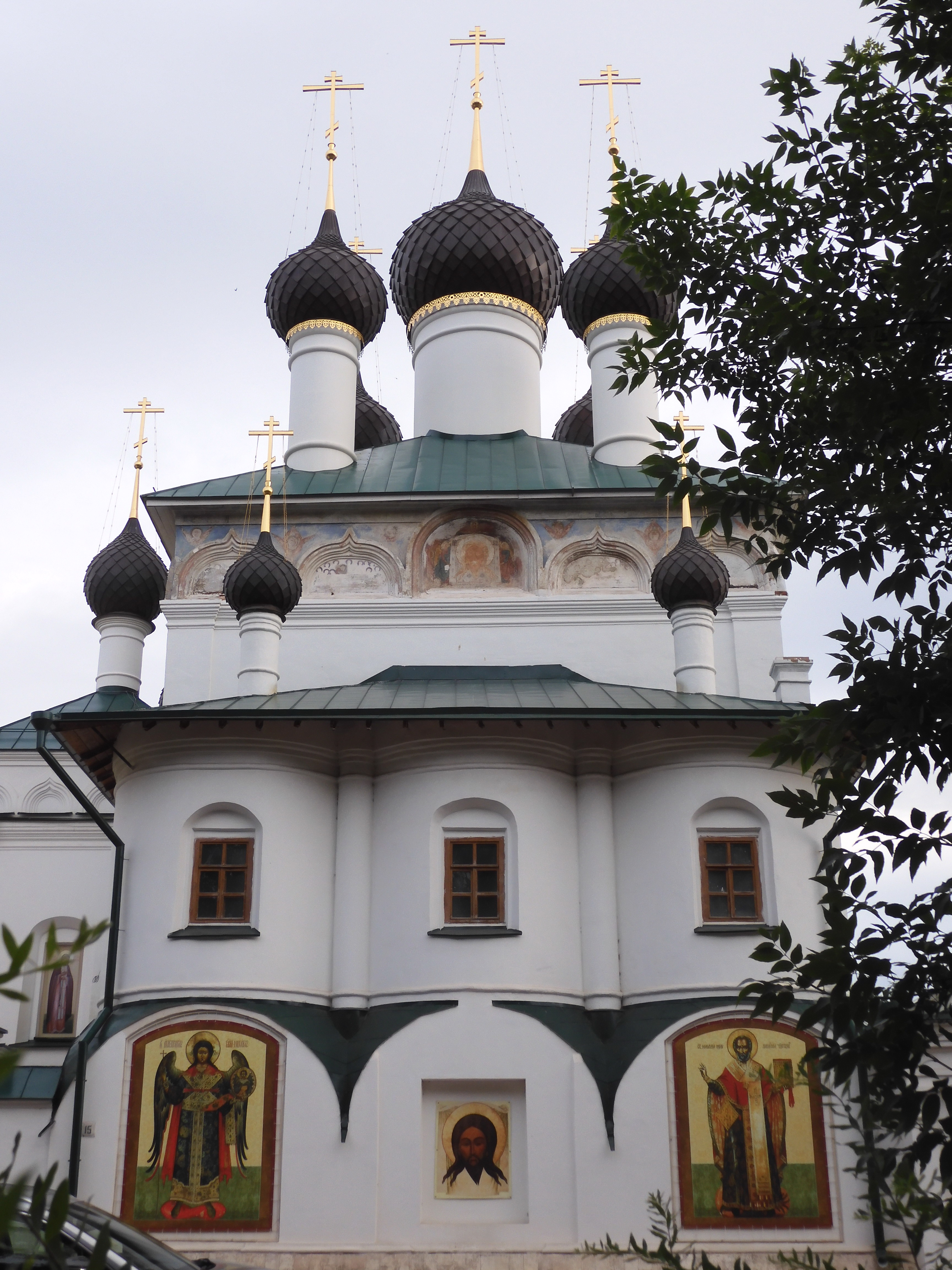
Вид с северо-востока
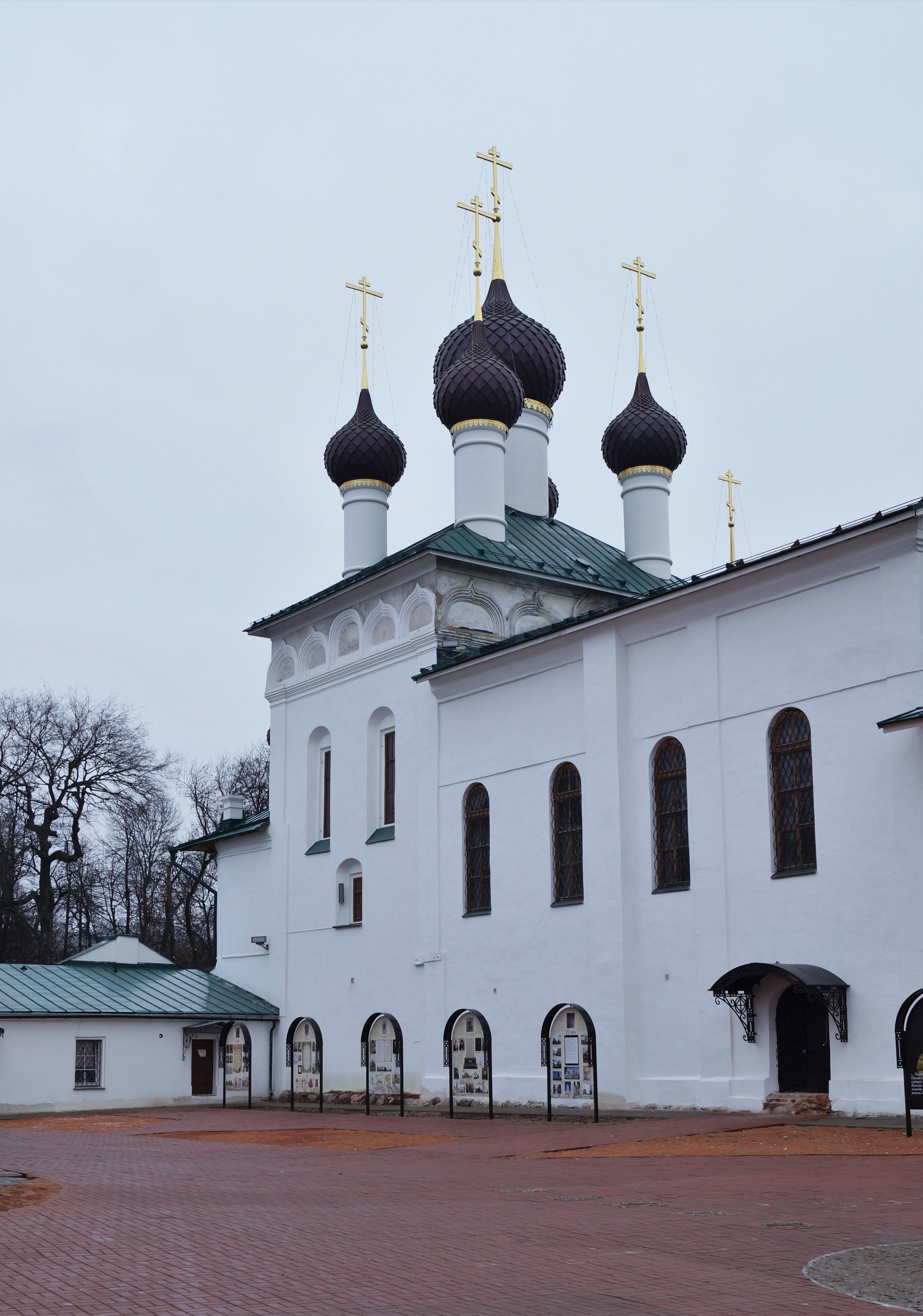
Вид с запада
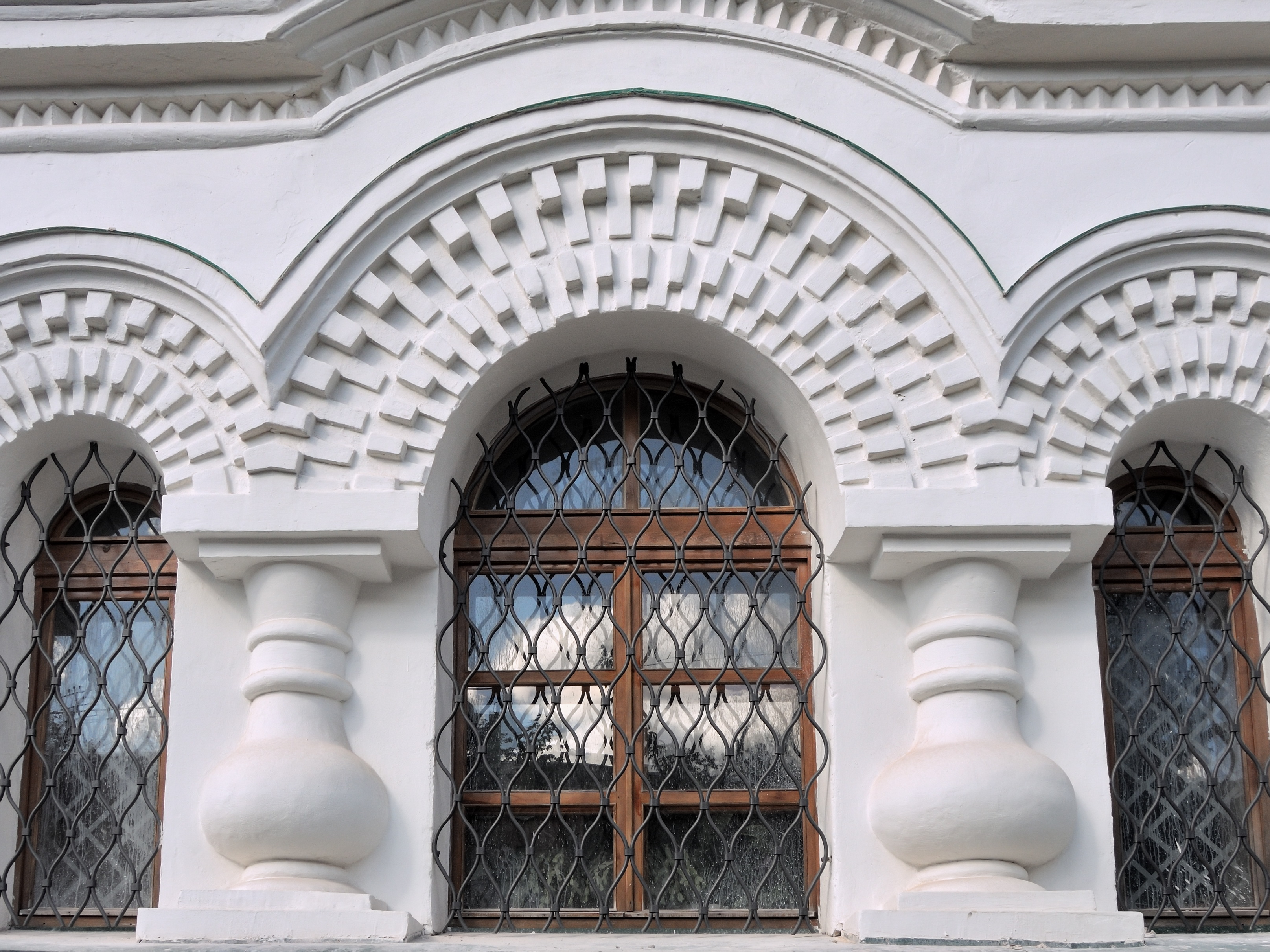
Окна трапезной